# Петроградська (станція метро)
59°57′59″ пн. ш. 30°18′41″ сх. д. / 59.96639° пн. ш. 30.31139° сх. д.
«Петроградська» (рос. Петроградская) — станція Московсько-Петроградської лінії Петербурзького метрополітену, розташована між станціями «Горьківська» і «Чорна річка».
Станція відкрита 1 липня 1963 у складі ділянки «Технологічний інститут»-«Петроградська». Назву отримала через розташування на Петроградській стороні, в одному з історичних районів міста.

## Вестибуль
Наземний вестибюль вбудовано в будівлю «Будинку мод», розташовано на розі Каменноострівського проспекту і Великого проспекту Петроградської сторони, у площі Льва Толстого.
Вестибюль має Г-подібну форму в плані. Над ескалаторним ходом розміщувався вітраж, що відображав історію моди. На кожній з 6 картин були зображені чоловік і жінка, одягнені в костюми різних епох (шкури стародавнього світу, лицар і його дама тощо). Його було знищено 31 грудня 1993 в результаті вибуху в одній з крамниць, що орендували приміщення в Будинку Мод.

## Технічна характеристика
Конструкція станції — закритого типу трисклепінна глибокого закладення (глибина закладення — 53 м)
Похилий хід тристрічковий.

## Оздоблення
Стіни залу мають незвичайну, гофровану поверхню, створювану облицюванням з кераміки. На глухий торцевій стіні — на синій металевій решітці виділяється золотистий контур декоративного панно з профілями робочого і селянки, що уособлюють собою робочий Петроград (художник Г. М. Васильєв). Спочатку станційні двері були синіми, проте згодом замінені на звичайні.

## Колійний розвиток
Станція «Петроградська» була кінцевою станцією Московсько-Петроградської лінії до 1982 року, за нею знаходиться тупик, використовуваний для обороту та нічного відстою потягів.

## Перспективи
Планується перехід на станцію «Ботанічна» Кільцевої лінії, терміни початку будівництва якої не визначені.

## Ресурси Інтернету
- «Петроградська» на metro.vpeterburge.ru(рос.)
- Санкт-Петербург. Петроград. Ленінград: Енциклопедичний довідник. «Петроградська»(рос.)